# Алвин и чипоносковците 3: Чипо-Крушение
„Алвин и чипоносковците 3: Чипо-Крушение“ (на английски: Alvin and the Chipmunks: Chipwrecked) е американски игрален филм с компютърна анимация от 2011 г. на режисьора Майк Мичъл. Това е третият филм от филмовата поредица „Алвин и чипоносковците“ след „Алвин и чипоносковците 2“ през 2009 г., и първият филм през 2007 г. Във филма участват Джейсън Лий, Дейвид Крос и Джени Слейт, а Джъстин Лонг, Матю Грей Гъблър, Джеси Маккартни, Кристина Апългейт, Ана Фарис и Ейми Полър озвучават отново съответно „Чипоносковците“ и „Рунтавелките“. Премиерата на филма се състои на 16 декември 2011 г. и печели 343 млн. щ.д. при бюджет от 80 млн. щ.д. Четвъртият и последен филм – „Алвин и Чипоносковците: Голямото чипоключение“ е пуснат на 18 декември 2015 г.

## Актьорски състав
- Джейсън Лий – Дейв Севил
- Дейвид Крос – Иън Хоук
- Джени Слейт – Зоуи
- Анди Бъкли – капитан Корели

### Чипоносковците
- Джъстин Лонг – Алвин
- Матю Грей Гъблър – Саймън
- Джеси Маккартни – Тиодор

### Рунтавелките
- Кристина Апългейт – Британи
- Ана Фарис – Джанет
- Ейми Полър – Елинор